# Direito à vida
O direito à vida é uma garantia fundamental prevista no artigo 5º, caput da Constituição Federal Brasileira. Ela garante proteção à vida e trata-se de um direito inviolável conforme afirma Marcelo Novelino. Segundo o mesmo autor esse Direito pode ser entendido, como o Direito a  "permanecer vivo", quanto  a ter uma existência digna.

## Alcance do direito à vida
Para se definir o alcance do direito à vida, é preciso assinalar o momento a partir do qual se considera haver um ser humano vivo e o momento a partir da qual cessa sua existência. Segundo André Ramos Tavares, a definição desses dois pontos perpassa uma discussão intensamente marcada por um desacordo moral, o que impede que se chegue a um consenso ou aceitação de uma resposta única para a questão por todos os segmentos sociais.
Tavares aponta que há cinco principais teorias sobre o tema do início da vida. A primeira, denominada teoria da concepção, defende que a vida humana começa no momento da concepção, isto é, quando o espermatozoide penetra no óvulo, ocorrendo a fecundação, sob o argumento de que a primeira célula formada a partir da fecundação já contém toda a carga genética humana. Essa é a teoria defendida pela Igreja Católica, e é a teoria que predomina no direito brasileiro. Já a segunda teoria argumenta que a vida humana começa apenas com a nidação, processo no qual o óvulo é implantado no útero materno - por isso denominada teoria da nidação. Para seus defensores, como o embrião só encontra as condições necessárias para seu desenvolvimento dentro do útero, é a partir daí que deve-se considerar o início da vida. A nidação começa em torno do sexto dia depois da fecundação. A terceira teoria, denominada de implementação do sistema nervoso, entende que a vida humana só é possível com o cérebro humano. Para seus adeptos, não basta apenas o código genético humano, sendo necessário que o feto apresente a característica de raciocínio, tradicionalmente entendida como atributo exclusivamente humano. A teoria defende que apenas com o surgimento de um sistema nervoso central rudimental - que começa a se formar entre o décimo quinto e o quadragésimo dia do desenvolvimento embrionário - é que se pode atestar a vida humana. Já para a teoria dos sinais eletroencefálicos, é necessário não somente um sistema nervoso central rudimentar, mas a presença de atividade cerebral, que se inicia após oito semanas. Por fim, a teoria natalista prega que a vida começa somente após o nascimento com vida, com a primeira troca oxicarbônica no meio ambiente.

## Restrições do direito à vida

### Pena de morte
Anualmente, a Anistia Internacional publica um relatório sobre a pena de morte no mundo. Em comparação com o ano de 2013, houve aumento de, aproximadamente, 28% nas sentenças de morte em 2014: pelo menos 2.466 sentenças. Desse número, 607 execuções foram contabilizadas. Ao todo, 22 países promoveram execuções, principalmente a China, Arábia Saudita, Iraque, Estados Unidos e Irã. Apesar disso, as perspectivas são positivas, visto que a maior quantidade de países até hoje (117) votou recentemente a favor de uma resolução da Assembleia Geral da Organização das Nações Unidas (ONU) para extinguir as execuções realizadas pelo Estado.
A pena de morte já foi amplamente utilizada no Brasil, fato ainda desconhecido por muitas pessoas. Até a proclamação da República, a execução estava prevista como punição por diversos crimes. A marca preponderante das ordenações do Reino que vigoraram aqui, na parte penal até 1830, era a severidade extrema. A pena de morte era estabelecida para a maioria das infrações. Entretanto, a última aplicação legal da pena capital ocorreu em 1876 e a prática foi abolida com a proclamação da República, em 1889.
O Brasil não só já teve aplicação de pena de morte pela sua justiça, como ainda prevê a execução em tempos de guerra. Contudo, como consta no artigo 5º, inciso XLVII da Constituição Federal, a pena de morte foi abolida. O trecho a seguir esclarece a noção de pena de morte no território brasileiro:
A pena de morte é objeto de cláusula pétrea ou limitação material explícita ao poder constituinte derivado reformador, de forma que proposta de emenda que a comine não pode ser deliberada em tempos de paz. Entretanto, declarada a guerra externa, a pena de morte pode ser imposta em hipótese de crime de traição, favor ao inimigo, tentativa contra a soberania, informação ou auxílio ao inimigo, coação a comandante, aliciação de militar, ato prejudicial à eficiência da tropa, fuga em presença do inimigo, cobardia, espionagem, motim, revolta ou conspiração, incitamento, rendição ou capitulação, falta de cumprimento de ordem, separação reprovável, dano em bens de interesse militar, abandono de comboio, envenenamento, corrupção ou epidemia, recusa de obediência, oposição, violência contra superior ou militar de serviço, deserção em presença do inimigo, abandono de posto, libertação, evasão ou amotinamento de prisioneiro, violência carnal, roubo ou extorsão, saque, homicídio ou genocídio e deve ser executada por fuzilamento sete dias após a comunicação oficial ao presidente da República, salvo se imposta em zona de operações de guerra e o exigir o interesse da ordem e da disciplina militares, com fulcro nos artigos 5º, inc. XLVII, a , 60, §4º, inc. IV, e 84, inc. XIX, da CRFB, assim como nos artigos 335 a 408 do COM e artigos 707 e 708 do CPPM .
Diante disso, é importante destacar que o artigo 84, inciso XIX, não pode ser modificado, para criar a possibilidade de implantação da pena de morte, por se tratar de item constitucional considerado como cláusula pétrea. Cabe ressaltar, também, que a legislação penal é de competência exclusiva da União, não podendo ser objeto de legislação dos estados federados.
Apesar de exceção em tempos de guerra, o Brasil constitui-se atualmente de membro do protocolo da Convenção Americana de Direitos Humanos para a abolição da pena de morte, ratificado em agosto de 1996. Como o país não entra em conflito bélico desde a segunda guerra mundial (1939-1945), a condição atual se assemelha muito ao dos países completamente abolicionistas. Ironicamente, Portugal, que trouxe a prática desta sanção ao Brasil, tornou-se mais tarde um dos pioneiros na extinção da pena capital, em 1867, e a extinguiu por completo, inclusive para crimes de guerra em 1976.
Contudo, a proibição da pena de morte não quer dizer que o direito à vida possua um caráter absoluto e nem impossibilita que, em determinadas ocasiões, a vida de alguém seja tomada, sem que daí provoque uma sanção da ordem jurídica. Ilustrando: o soldado em vigência de uma guerra, que em situação de combate vem tirar a vida de alguém, não comete crime, salvo se o fizer mediante violação de alguma regra em particular. Também o cidadão que age em legítima defesa (ou sob estado de necessidade, sem prejuízo de outras excludentes de ilicitude), portanto, atendendo aos critérios estabelecidos pela legislação penal, não comete crime e não poderá ser responsabilizado pela morte que causou, embora não seja propriamente o caso de se admitir aqui, a ideia de um direito fundamental de matar alguém. Situações relativamente corriqueiras, notadamente no Brasil, referem-se aos casos em que membros das forças policiais, quando em ação no combate à criminalidade, tiram a vida de alguém ou a colocam em risco.

### Aborto legal: casos de estupro, anencefalia e saúde da gestante.
A segunda restrição ao direito à vida a ser aqui discutida é o aborto legal. O aborto pode ser visto a partir de perspectivas diversas, que dependem de uma análise sobre quando se inicia a vida. Trata-se de um tema polêmico, que envolve questões além daquela relacionada ao direito à vida, como religião e direito ao próprio corpo.
Assim como afirma José Afonso da Silva, houve certas “teorias” diferentes sobre o aborto: uma que salvaguardava o direito à vida desde a concepção e, por consequência, proibia o aborto; outra que considerava que só se tem um sujeito de direito a partir de seu nascimento com vida, sendo a mulher responsável pela vida intrauterina do feto, podendo abortar ou não; e uma última que dizia que a constituição não deveria se posicionar sobre o aborto. Para o Código Penal brasileiro, a gravidez e o início da vida se dão com a nidação, iniciando, assim, sua proteção legal. É considerado crime contra a vida:
Art.123- Aborto provocado pela gestante ou com seu consentimento
Art. 124 - Provocar aborto em si mesma ou consentir que outrem lho provoque: Pena - detenção, de um a três anos. Aborto provocado por terceiro
Art. 125 - Provocar aborto, sem o consentimento da gestante: Pena - reclusão, de três a dez anos.
Art. 126 - Provocar aborto com o consentimento da gestante:  Pena - reclusão, de um a quatro anos.Parágrafo único. Aplica-se a pena do artigo anterior, se a gestante não é maior de quatorze anos, ou é alienada ou débil mental, ou se o consentimento é obtido mediante fraude, grave ameaça ou violência. Forma qualificada
Art. 127 - As penas cominadas nos dois artigos anteriores são aumentadas de um terço, se, em conseqüência do aborto ou dos meios empregados para provocá-lo, a gestante sofre lesão corporal de natureza grave; e são duplicadas, se, por qualquer dessas causas, lhe sobrevém a morte.
	Contudo, admite-se a interrupção da gravidez em alguns casos. Segundo Moraes (2012), a ilicitude de tal conduta se exclui nas hipóteses de aborto terapêutico ou necessário, no caso de não existir outra maneira de se salvar a vida da gestante; e nas hipóteses de aborto sentimental ou humanitário, quando a gravidez for resultado de estupro, sendo necessário o consentimento da gestante ou de seu representante legal. É o que consta nos seguintes artigos do Código Penal:
Art. 128 - Não se pune o aborto praticado por médico:
Aborto necessário
I - se não há outro meio de salvar a vida da gestante;
Aborto no caso de gravidez resultante de estupro
II - se a gravidez resulta de estupro e o aborto é precedido de consentimento da gestante ou, quando incapaz, de seu representante legal.
Cabe destacar que, nos casos de aborto terapêutico, diante do risco de vida da gestante, a rede pública de saúde deve apoiá-la. Segundo um guia elaborado pela Comissão de Abortamento Legal da Sociedade Brasileira de Reprodução Humana no ano de 2009,
o abortamento necessário igualmente se justifica no sentido profilático, para evitar situações futuras que exponham a vida da mulher à reconhecida condição de perigo ou a agravamento considerável. Nesses casos, está plenamente justificada a esterilização cirúrgica ou outro método anticonceptivo eficiente. A alegação de que não existem mais situações clínicas que justifiquem o abortamento necessário profilático, face à indiscutível evolução da medicina e de seus recursos terapêuticos, não encontra sustentação nas taxas elevadas de mortalidade materna indireta, resultado do agravamento de doenças preexistentes à gestação. Entre 15 e 30% das mortes maternas no mundo são de causa indireta, o que torna a interrupção da gestação, possivelmente, a única alternativa segura de evitar a morte dessas mulheres
No que se refere às justificativas para a legalização do aborto nos casos de estupro, é interessante que se compreenda o que caracteriza tal crime. O estupro seria a prática do ato sexual não consentida. É notável o fato de que, até 2009, crimes contra a liberdade sexual se inseriam nos crimes contra os costumes, resquícios de uma influência patriarcal e machista. A partir daquele ano, passaram a ser considerados crimes contra a dignidade sexual. São crimes contra a liberdade sexual o estupro, o atentado violento ao pudor, violação sexual mediante fraude, atentado ao puder mediante fraude e assédio sexual. Sobre o estupro, o Código Penal traz o seguinte:

#### Estupro
Art.213. Constranger alguém, mediante violência ou grave ameaça, a ter conjunção carnal ou a praticar ou permitir que com ele se pratique outro ato libidinoso.
Pena- reclusão, de seis a dez anos.
§1º Se da conduta resulta lesão corporal de natureza grave, ou se a vítima é menor de dezoito ou maior de catorze anos:
Pena – reclusão de oito a doze anos.
§2º Se da conduta resulta morte:
Pena- reclusão, de doze a trinta anos.
	Sabe-se que as sequelas da violência sexual podem ser amenizadas se houver um acompanhamento especializado e apoio à vítima, visando restaurar sua autoestima, sua segurança e a superação do sentimento de culpa, que ocorre muitas vezes. No entanto, é fato que a grande maioria das vítimas se silencia, especialmente quando se trata de crianças e adolescentes.
Diante das lesões físicas, dos riscos de contaminação por doenças sexualmente transmissíveis e dos traumas psicológicos, a gravidez que resulta de um estupro é frequentemente rejeitada pela vítima, quase sempre terminando em aborto. Segundo Alfradique (2005), este é o aborto sentimental ou por indicação ética. Caso procure o sistema de saúde, a gestante será atendida por uma equipe multidisciplinar, geralmente formada por médicos, assistentes sociais e psicólogos.  Contudo, ainda que sejam garantidos por lei, esses serviços:
funcionam sob um regime constante de suspeição à narrativa da mulher sobre o estupro. Esse regime se expressa pelo ethos de exceção à lei penal e pelo medo que os profissionais têm de serem enganados. A palavra da mulher, nesse sentido, é colocada sob suspeita e não é suficiente para o acesso ao serviço de aborto. A mulher precisará passar pelos testes de veridição das equipes de saúde para que tenha seu direito legitimado e seja reconhecida como vítima. Para tanto, terá de contar uma história que apresente relação de causalidade entre o acontecimento do estupro e a gravidez e, além disso, necessitará apresentar traços subjetivos que a caracterizem como vítima.
A partir de uma compreensão similar no que diz respeito à desestabilização emocional e danos psicológicos à gestante, pode-se discutir, também, a legalidade do aborto nos casos de anencefalia. Trata-se de uma má formação irreversível e incompatível com a sobrevida do feto após o parto, uma vez que há ausência de cérebro. De acordo com Marques (2010),
é inquestionável que a saúde psíquica da mulher passa por graves transtornos após o diagnóstico da anencefalia, que contagia a si própria e a seu núcleo familiar. A gravidez é uma fase de transição na vida de uma mulher, em que há grandes transformações físicas e vulnerabilidade emocional. A gestante portadora de um feto anencéfalo pode experimentar sentimentos de choque, negação, tristeza, raiva e ansiedade. Assim, uma equipe multidisciplinar evidencia a importância dos aspectos emocionais da família e faz com que toda a equipe seja cuidadosa em relação a esses aspectos, respeitando o difícil momento que eles enfrentam.
Em 2012, o aborto de anencéfalos foi descriminalizado pelo Supremo Tribunal Federal (STF), por oito votos a dois. Os votos contrários alegavam que, ainda anencéfalo, o feto teria vida, não poderia ser simplesmente descartado. Grupos de religiosos e feministas, os que mais se manifestam sobre o assunto, se aglomeraram em Brasília durante os dias de votação. A ação que pedia a legalização desse tipo de aborto tramitava desde 2004 e partiu da Confederação Nacional dos Trabalhadores da Saúde, que argumentou que há ofensa à dignidade humana da gestante, uma vez que é submetida a levar adiante a gravidez de um feto que praticamente não tem chances de sobrevivência após o parto.

## Por país

### Brasil
Todos são iguais perante a lei, sem distinção de qualquer natureza, garantindo-se aos brasileiros e aos estrangeiros residentes no País a inviolabilidade do direito à vida (...)— Art. 5º, caput, da Constituição Federal de 1988
A Constituição Federal de 1988, em seu art. 5º, caput, prescreve a inviolabilidade do direito à vida de brasileiros e estrangeiros residentes no País. Segundo Ingo Wolfgang Sarlet, o direito à vida consagrado no dispositivo é o direito à uma existência física, consistindo "no direito de todos os seres humanos de viverem, abarcando a existência corporal no sentido da existência biológica e fisiológica do ser humano", afastando "toda e qualquer concepção de ordem moral, social, política, religiosa ou racial acerca da vida humana". Trata-se, nas palavras do autor, de um direito de "ter a sua vida respeitada", sendo, em suma, um direito de não ser morto.
Essa concepção do direito à vida é classificada como sendo uma "valoração negativa", já que é vista como um direito contra a privação da vida, a exigir de outros - Estado e demais particulares - uma determinada abstenção, qual seja, de não praticar atos que atentem contra a vida de qualquer ser humano. Por essa razão, Ingo Sarlet argumenta que o mais apropriado seria falar não em um "direito à vida, mas sim em um "direito ao respeito e à proteção da vida humana". Esse aspecto do direito à vida também caracteriza-o como um direito de defesa.
A Constituição reforça essa inviolabilidade da vida no âmbito específico da criança e do adolescente, ao determinar que é "dever da família, da sociedade e do Estado assegurar à criança, ao adolescente e ao jovem, com absoluta prioridade, o direito à vida (...)". Na contexto do meio ambiente, o direito à vida é novamente lembrado pelo constituinte, ao dispor que incumbe ao Poder Público "controlar a produção, a comercialização e o emprego de técnicas, métodos e substâncias que comportem risco para a vida, a qualidade de vida e o meio ambiente". Segundo André Ramos Tavares, o direito à vida assegurado no art. 5º, caput, é "o mais básico de todos os direitos, no sentido de que surge como verdadeiro pré-requisito da existência dos demais direitos consagrados constitucionalmente". De modo semelhante, Paulo Gonet Branco afirma que o direito à vida é "a premissa dos direitos proclamados pelo constituinte".
Apesar de a Constituição garantir a inviolabilidade do direito à vida dos brasileiros e estrangeiros residentes no País, silenciando acerca dos demais estrangeiros, é pacífico na doutrina jurídica que os direitos fundamentais do art. 5º são assegurados a todos, e não apenas aos brasileiros e estrangeiros residentes no Brasil. Segundo Gonet Branco, a todo humano deve ser reconhecida a titularidade desse direito, de modo que não se torna possível "graduar o direito à vida segundo critérios aspectos acidentais que marcam a existência de cada pessoa", como, por exemplo, elementos como origem étnica, geográfica, nacionalidade, etc. Às pessoas jurídicas não é assegurado direito à vida; a proteção a sua existência está abrangida pelo direito de associação ou outros direitos que asseguram as pessoas jurídicas contra sua extinção arbitrária.
Como consequência do direito à vida, a Constituição veda a pena de morte, salvo no caso de guerra declarada.

### Alcance do direito à vida
Para se definir o alcance do direito à vida, é preciso assinalar o momento a partir do qual se considera haver um ser humano vivo e o momento a partir da qual cessa sua existência. Segundo André Ramos Tavares, a definição desses dois pontos perpassa uma discussão intensamente marcada por um desacordo moral, o que impede que se chegue a um consenso ou aceitação de uma resposta única para a questão por todos os segmentos sociais.
Tavares aponta que há cinco principais teorias sobre o tema do início da vida. A primeira, denominada teoria da concepção, defende que a vida humana começa no momento da concepção, isto é, quando o espermatozoide penetra no óvulo, ocorrendo a fecundação, sob o argumento de que a primeira célula formada a partir da fecundação já contém toda a carga genética humana. Essa é a teoria defendida pela Igreja Católica, e é a teoria que predomina no direito brasileiro. Já a segunda teoria argumenta que a vida humana começa apenas com a nidação, processo no qual o óvulo é implantado no útero materno - por isso denominada teoria da nidação. Para seus defensores, como o embrião só encontra as condições necessárias para seu desenvolvimento dentro do útero, é a partir daí que deve-se considerar o início da vida. A nidação começa em torno do sexto dia depois da fecundação. A terceira teoria, denominada de implementação do sistema nervoso, entende que a vida humana só é possível com o cérebro humano. Para seus adeptos, não basta apenas o código genético humano, sendo necessário que o feto apresente a característica de raciocínio, tradicionalmente entendida como atributo exclusivamente humano. A teoria defende que apenas com o surgimento de um sistema nervoso central rudimental - que começa a se formar entre o décimo quinto e o quadragésimo dia do desenvolvimento embrionário - é que se pode atestar a vida humana. Já para a teoria dos sinais eletroencefálicos, é necessário não somente um sistema nervoso central rudimentar, mas a presença de atividade cerebral, que se inicia após oito semanas. Por fim, a teoria natalista prega que a vida começa somente após o nascimento com vida, com a primeira troca oxicarbônica no meio ambiente.

### Livros
- Mendes, Gilmar Ferreira; Branco, Paulo Gonet (2020). Curso de direito constitucional 15ª ed. São Paulo: Saraiva Educação. ISBN 9788553618071

- Pereira, Caio Mário da Silva (2010). Instituições de direito civil. Volume 1: Introdução ao direito civil, teoria geral de direito civil 23ª ed. Rio de Janeiro: Forense. ISBN 978-85-309-2878-0

- Tavares, André Ramos (2020). Curso de Direito Constitucional 18ª ed. São Paulo: Saraiva Educação. ISBN 9788553616404

- Tavares, André Ramos (2018), «Direito à vida», in:  Canotilho, José Gomes; Mendes, Gilmar Ferreira; Sarlet, Ingo Wolfgang; Streck, Lenio Luiz; Leoncy, Léo Ferreira, Comentários à Constituição do Brasil, São Paulo: Saraiva Educação, p. 427-433

- Sarlet, Ingo Wolfgang; Marinoni, Luiz Guilherme; Mitidiero, Daniel (2019). Curso de Direito Constitucional 8ª ed. São Paulo: Saraiva Educação

### Artigos de opinião
- Costa, Raphael Mendonça; Giolo Júnior, Cildo (2015). «Teorias jurídicas acerca do início da vida humana». Revista Eletrônica da Faculdade de Direito de França. 10 (2). doi:10.21207/1983.4225.29

### Legislação

#### Constituição Federal de 1988
- «Constituição Federal de 1988, art. 5º, caput». Todos são iguais perante a lei, sem distinção de qualquer natureza, garantindo-se aos brasileiros e aos estrangeiros residentes no País a inviolabilidade do direito à vida (...)

- «Constituição Federal de 1988, art. 5º, inciso XLVII, alínea a». não haverá penas: a) de morte, salvo em caso de guerra declarada, nos termos do art. 84, XIX;

- «Constituição Federal de 1988, art. 225, § 1º, inciso V». Todos têm direito ao meio ambiente ecologicamente equilibrado, bem de uso comum do povo e essencial à sadia qualidade de vida, impondo-se ao Poder Público e à coletividade o dever de defendê-lo e preservá- lo para as presentes e futuras gerações. § 1º Para assegurar a efetividade desse direito, incumbe ao Poder Público. (...) V - controlar a produção, a comercialização e o emprego de técnicas, métodos e substâncias que comportem risco para a vida, a qualidade de vida e o meio ambiente;

- «Constituição Federal de 1988, art. 227, caput».  É dever da família, da sociedade e do Estado assegurar à criança, ao adolescente e ao jovem, com absoluta prioridade, o direito à vida,(...)